# Plouzané
Plouzané (tiếng Breton: Plouzane) là một xã của tỉnh Finistère, thuộc vùng Bretagne, miền tây bắc Pháp.

## Dân số
Người dân ở Plouzané được gọi là Plouzanéens.